# Raúl López (zapaśnik)
Raúl López – meksykański zapaśnik walczący w stylu wolnym. Olimpijczyk z Los Angeles 1932, gdzie wycofał się po pierwszej rundzie w kategorii do 72 kg.

## Letnie Igrzyska Olimpijskie 1932
| Konkurencja                 | Walki                   | Klas. końcowa  |
| Konkurencja                 | Pierwsza runda          | Miejsce        |
| --------------------------- | ----------------------- | -------------- |
| styl wolny, waga półśrednia | Jack van Bebber (USA) P | pierwsza runda |